# Мавзолей Сухе-Батора

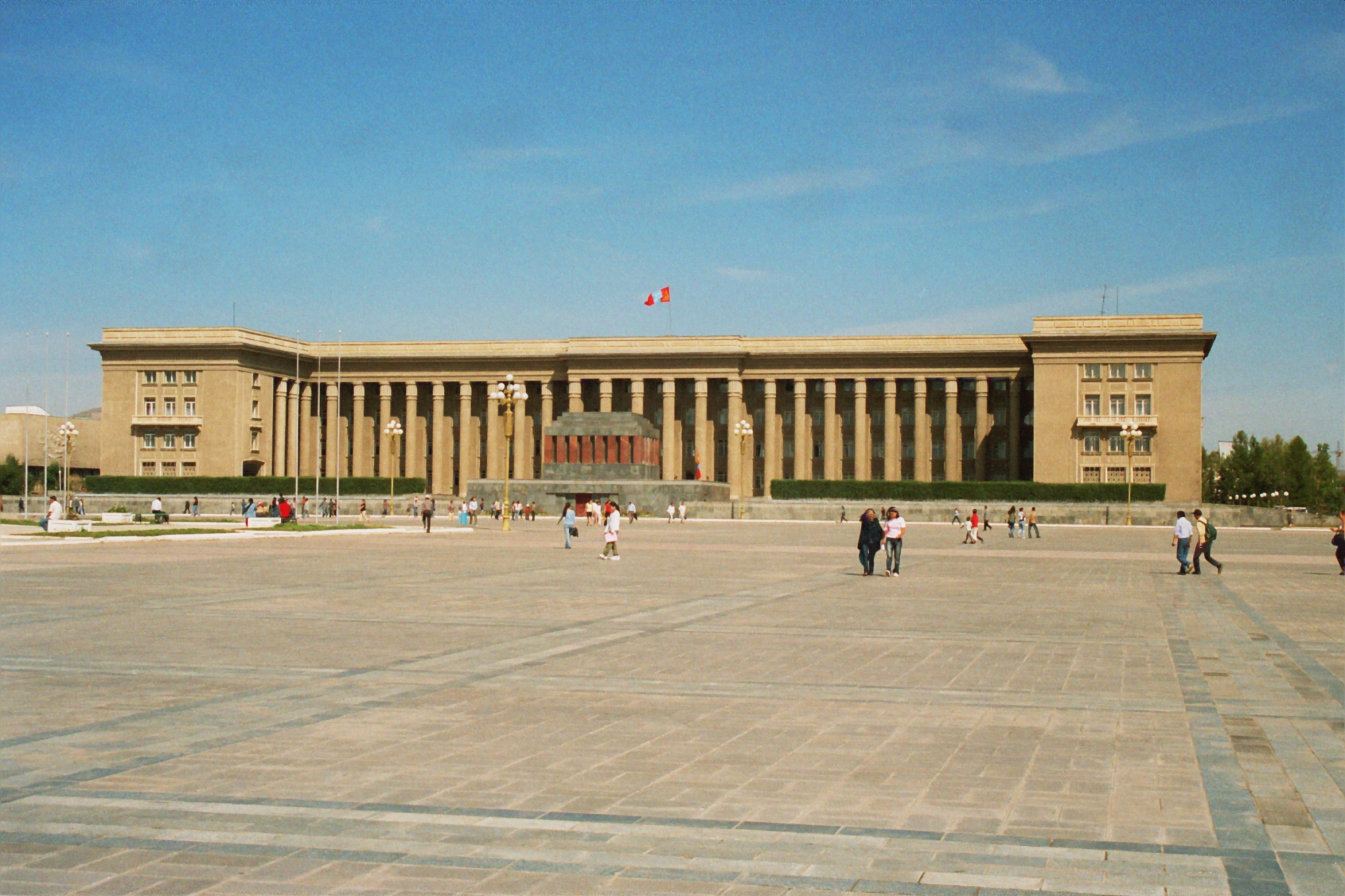

Мавзолей Сухе-Батора (монг. Сүхбаатарын бунхан) побудований на честь вождя монгольської соціалістичної революції 1921 Сухе-Батора, а також Хорлогійна Чойбалсана, в 1952, після смерті останнього. Мавзолей розташовувався в столиці МНР Улан-Батор на північній стороні площі Сухе-Батора, навпроти Палацу уряду.
Тіло Сухе-Батора, який помер у 1923 і похований в Алтан-Улгії, було ексгумовано і поміщено в новий улан-баторський мавзолей, що по архітектурі нагадував московський мавзолей Леніна.
У 2005 мавзолей знесли для того, щоб звільнити місце для спорудження меморіалу на честь Чингісхана; тіла обох правителів ексгумовані та піддані ритуальній кремації за участю буддійського духовенства. Прах обох перепохований на національному цвинтарі Алтан-Улгій.

## Зовнішні посилання
Вікісховище має мультимедійні дані за темою: Мавзолей Сухе-Батора